# Louis Benoît Guersant
Louis Benoît Guersant (né à Dreux le 29 avril 1777 et mort à Neuilly-sur-Seine le 23 mai 1848,) est un médecin et botaniste français.

## Biographie
Fils de Nicolas Guersant, médecin de l'Hôtel-Dieu de Dreux et d'Adélaïde Françoise Gersant, après avoir commencé ses études de médecine à Rouen, il les termine à Paris à l'École de santé (qui deviendra l’École de médecine en 1798). C'est là qu'en 1803 (26 Prairial An XI) il présente la question  « Quels sont les caractères des propriétés vitales dans les végétaux » où son nom apparaît orthographié sous la forme Guersent.
Il est connu au XIXe siècle pour avoir mis fin, en 1813, à une épidémie de typhus en Bourgogne , et notamment dans l'Yonne où des dépôts existaient à Avallon, Joigny, Sens, Saint-Florentin et Tonnerre ainsi qu'à Auxerre où la concentration des prisonniers espagnols employés pour la construction du canal de Bourgogne était telle que l'on a compté jusqu'à vingt décès par jour dus à cette maladie en 1812. 
Pendant trente ans, il sera médecin titulaire à l'Hôpital des Enfants malades où l'un de ses fils, Paul (1800-1869), sera chirurgien de 1840 à 1860. Guersant père effectua, entre autres, des travaux sur la coqueluche et la diphtérie (qu'il nomme angine couenneuse).
Membre de l'Académie royale de médecine (titulaire du 6 février 1821 au 23 mai 1848), il est nommé comme l'un des médecins consultants du roi Louis-Philippe Ier et devint plus particulièrement médecin des enfants royaux durant la Monarchie de Juillet.
Antérieurement, en 1799, le 24 Ventôse an VII, grâce à ses connaissances botaniques approfondies puisqu'il avait suivi les cours de Lamarck, plusieurs personnalités scientifiques, parmi lesquelles Georges Cuvier, lui avaient permis d'obtenir une chaire d'histoire naturelle et de botanique à l'École centrale de Rouen, chaire qu'il occupa jusqu'en 1808, après avoir imposé la classification de Jussieu au Jardin des plantes de cette même ville .
Une rue de Paris, dans laquelle il avait vécu, porte son nom dans le 17e arrondissement, ainsi qu'à Dreux où il est né.